# Цват липе на Балкану (роман)
Цват липе на Балкану роман је Гордане Куић, српске књижевнице. Књига је први пут објављена 1991. године на српском језику, а од јесени 2011. године је почело премијерно приказивање истоимене ТВ-серије.

## Ток радње
Цват липе на Балкану као наставак приче из првог романа, прати судбину породице, сад претежно у Београду, у време после Другог светског рата до 1965. године. Написан у време кад је то била осетљива тема, говори о пропасти средње класе после рата и успостављању комунистичког режима. Рат се завршио и страх од бомби се иселио из Његошевe 17 да би уступио место страху од немаштине, одвођењу главе породице на принудни рад у Борске руднике. У Његошевој 17 су почели да долазе и нови сустанари јер у Београду није било довољно станова, а почело је масовно досељавање из унутрашњости. После мајора Спасића који је био добричина и Вера га је веома волела, добили су нове сустанаре. Овог пута нису имали среће и њихов тада идеалан породични склад, почеле су да нарушавају свакодневне чарке, свађе и тужбе. Мајка Бранка, отац Марко и тетка Рики су се свим силама трудили да заштите Веру, или Инду, како је саму себе називала као мала. Тај дугогодишњи живот испуњен страхом од сустанара допринео је много да Вера стаса у несигурну и тиху девојку. Отац, мајка и тетка су од ње захтевали једино да марљиво и вредно учи и буде лепо васпитана. У спољашњем свету није било све тако идеално па је Вера често наилазила на грубости и тешкоће са којима се тешко носила. Имала је свега неколико другарица које је стекла у раном детињству. Биле су то Катарина Божовић — Рина, Зорица, Каћа Арсенијевић и касније Лана Лазић. Са њима је Вера Кораћ провела детињство и закорачила у девојаштво. Међусобно су делиле тајне, некад завиделе једна другој, али увек блиле повезане и делиле све тешкоће одрастања. Дубровник је тих шездесетих година био центар монденског живота. Био је стечиште уметника из целе Југославије, а нарочито глумаца јер су се сваког лета одржавале Дубровачке летње игре. Верина друга тетка Нина је живела у Дубровнику близу градског шеталишта, и Вера је први пут са непуних 17 година са мајком отишла да посети тетку и проведе две недеље на мору, које је тада први пут видела. Сваке вечери њих три би одлазиле на градско шеталиште, седеле у башти кафане, пиле лимунаду и гледале шарени богати свет како дефилује Страдуном. Већ прве вечери Вера је угледала познато лице, београдског позоришног глумца Синишу Соколовића, који је тада био идол младих девојака, и све су потајно биле заљубљене у њега. Да ли што га је Вера упорно пратила погледом, тек он им је једне вечери пришао, испричао се са њеном мајком Бранком и тетка Нином и замолио да прошета са Вером. Бранка је дозволила и ако је знала да је Синиша зрео мушкарац а Вера нема још пуних 17 година. Тетка Нина је по обичају негодовала и бунила се, проклињала, а Бранка као увек мека срца није имала срца да одбије. Сваке вечери Вера је шетала са Синишом. Пали су и први пољупци у сенци Дубровачких зидина. Али Дубровачке летње игре су се завршиле, Вера се вратила у Београд, Синиша такође али се њихова романса завршила у Дубровнику. У Београду се није потрудио да јој се јави. Вера је у тишини патила, неспремна да се повери чак и мајци, страхујући од тога што је Синиша толико старији. Мајка Бранка је разуме и тугује заједно са њом милујући је на крилу док неутешно плаче. Да би се похвалила или поделила некe своје недоумице и заљубљеност Вера се стидљиво поверава другарицама. Рина је подржава и теши јер је у истој ситуацији. Безнадежно је заљубљена у школског штебера Наума Цветића, који је уопште не константује. Лана пошто је иначе била језичара, и знала све појединости са уметничке позорнице Београда, не пропушта прилику да је обавести где је Синиша био и са киме. Вера се трудила да не покаже колико пати, али је горко плакала у себи. Кући би лежала мајци у крилу и плакала гласно, али само када Марко и Рики нису били присутни. Марко је био строг и не би дозволио такву веру, а тетка Рики јој такође не би дозволила да се виђа са Синишом јер је чула да је велики женскарош а још и толико старији од Вере. Вера је у Дубровник почела да одлази сама, без мајке. А сценарио се понављао. Синишу би срела на Страдуну, прошетали би и обновили своју романсу. Али Инду је болело што је није представио ни једном код својих пријатеља. Често би отпливали до оближњег острва Локрума, где их нико не би видео и препознао. И тако би прошло још једно лето у Дубровнику. Вера се враћала у Београд а од Синише опет не би чула ни гласа. А онда је сазнала да Синиша већ има озбиљну везу, жену по имену Љубинка. Вера се осећа осрамоћено и издано. Слдећег лета поново одлази у Дубровник, решена да не опрости Синиши. Али сусрет је неминован. Синиша јој признаје да је у вези већ дуго и да му од Љубинке зависи каријера. То је био њихов последњи сусрет на Локруму. Вера се окреће и плива ка обали, без поздрава и без речи, док је пеку сузе помешане са сланом водом. Мајци више ништа не говори, јер зна да за њу и Синишу више нема наде. Једног недељног преподнева Марко узима новине и чита на глас укућанима као што је обично чинио када је мислио да ће их нешто занимати. Једна од вести је била да је познати позоришни глумац, познат по улози Хамлета погинуо у саобраћајној несрећи возећи свој спортски аутомобил. И не слутећи какву бол су његове речи изазвале наставља да чита. Вера и Бранка су пребледеле, али Марко није смео да сазна. Био је болестан и Бранка га је штедела свих лоших ствари. Нико није чуо када је Вера изашла из стана. Лутала је улицама заслепљена сузама. Овај пут је растанак био коначан. Дубровник је био романтична престоница где је лако било заљубити се. И друга љубав десила се на Дубровачкој плажи. Упознала је америчког студента из веома угледне породице. Ова романса је имала све предуслове да успе. Вера чак одлази у Њујорк, где наставља да студира, живећи са својом тетка Рики која се настанила у Њујорку, упознаје и његову породицу, и све је наизглед идеално. Али после годину дана и ова љубав постепено бледи и завршава се.

## Ликови
- Вера је ћерка јединица, сјај у оку својих родитеља и тетке Рики. Од малих ногу је научена лепим манирима и њена једина обавеза је била да вредно учи и буде одличан ђак, а касније и студент.
- Бранка је вредна, одана, блага и веома посвећена својим укућанима, и увек спремна да помогне свима.
- Рики је бивша балерина, обожавана пре рата, а после рата суочена са егзистенцијалним проблемима. Приморана је да у Народном позоришту шије шешире и костиме како би помогла сестри и зету и малој Вери да преживе. Послужила је као инспирација својој сестричини Гордани Куић да напише романе „Мирис кише на Балкану” и „Цват липа на Балкану”[3]
- Марко је био предратни богаташ. Због пропаганде против Независне државе Хрватске у својим новинама, приморан је да оде из Сарајева пред сами почетак Другог светског рата. Некада је био моћан велепоседник а сада је остао без ичега.

## ТВ-серија
Цват липе на Балкану је телевизијска серија од 13 епизода, настала према роману Гордане Куић. То је други део серије Мирис кише на Балкану. Снимање серије, у режији Ивана Стефановића, трајало је четири месеца на локацијама у Београду, Дубровнику, Котору и Атељеу 4 у Авала филму. Радња је смештена у Београд, у период од 1945. до 1964. године"Цват липе на Балкану" као својеврсна телевизијска сага о сестрама Салом (заправо Леви), пратећи занимљиве судбине девојака из једне скромне сефардске породице у периоду од првих деценија 20. века па све до након Другог светског рата, доживела је велики успех како код читалаца ових бестселера, тако и код телевизијских гледалаца. Лик Рифке Рики Леви која је у серији представљена као Рики Салом, у првом делу тумачи балерина и глумица Александра Бибић, док у другом делу лик Рики Леви тумачи Наташа Нинковић.